# Лисенков Вадим Миколайович
Вадим Миколайович Лисенков — молодший сержант Збройних Сил України, учасник російсько-української війни, що загинув під час російського вторгнення в Україну, Герой України з удостоєнням ордена «Золота Зірка» (2023, посмертно).

## Життєпис
Народився 8 грудня 1996 року та жив у Києві. Після закінчення освітнього ступеня бакалавра у Київському професійно-педагогічному коледжі імені Антона Макаренка здобув кваліфікацію «транспортні технології». 
Згодом три роки служив за контрактом у лавах полку «Азов», перебував на передовій у складі АТО. 
Демобілізувавшись повернувся додому. Працював трейдером у криптосфері. Займався професійно кросфітом, декілька разів брав участь у спортивних марафонах і змаганнях. 
Під час повномасштабного російського вторгнення в Україну Вадим Лисенков також ніс військову службу в лавах полку ТрО «ССО Азов», який згодом став 3-ю окремою штурмовою бригадою ЗСУ: обіймав посаду командира взводу. У 2022 році брав участь у диверсійно-розвідувальних операціях, у жовтні штурмував ворожі позиції на Херсонщині, в листопаді в Бахмуті захоплював позиції та евакуював поранених.
Зазнав смертельних поранень внаслідок ворожого гранатометного обстрілу 24 листопада 2022 року під Бахмутом. 
Поховали воїна на Алеї Слави Лісового цвинтаря у Києві.

## Родина
У загиблого залишилися дружина, а також мама Оксана та сестра Яна. 6 грудня 2023 року Президент України урочисто передав дружині орден «Золота Зірка».

## Нагорода
- звання «Герой України» з удостоєнням ордена «Золота Зірка» (8 липня 2023, посмертно) — за особисту мужність і героїзм, виявлені у захисті державного суверенітету та територіальної цілісності України, самовіддане служіння Українському народові[4].